# Thermophis shangrila
Espèce
Thermophis shangrila est une espèce de serpents de la famille des Dipsadidae.

## Répartition
Cette espèce est endémique du Nord du Yunnan en République populaire de Chine.

## Étymologie
Cette espèce est nommée en référence à son lieu de découverte, le xian de Shangri-La.

## Publication originale
- Peng, Lu, Huang, Guo & Zhang, 2014 : A New Species of the Genus Thermophis (Serpentes: Colubridae) from Shangri-La, Northern Yunnan, China, with a Proposal for an Eclectic Rule for Species Delimitation. Asian Herpetological Research, vol. 5, no 4, p. 228-239 (texte intégral).